# Francisco Navarro Ledesma
Francisco Navarro Ledesma (Madrid, 4 de septiembre de 1869-Madrid, 21 de septiembre de 1905) fue un periodista, crítico literario y cervantista español.

## Biografía
Aunque se le suele dar por nacido en Toledo, según su biógrafa Carmen de Zulueta lo fue en Madrid; sí es cierto que la casa solariega de sus padres estaba en Argés, provincia de Toledo, en la comarca de La Sisla. Archivero por oposición, dirigió el Archivo de Alcalá de Henares y el Museo Arqueológico de Toledo. Obtuvo la cátedra de retórica del Instituto San Isidro, en Madrid. Allí asistió a la famosa e influyente tertulia del Nuevo Café de Levante, en la calle del Arenal, a la que acudían entre otros José Zahonero, Emilio Ferrari, Julio Puyol y el noventayochista Ángel Ganivet, de quien fue además un gran amigo y con quien mantuvo una intensa relación epistolar; de hecho, fue Navarro Ledesma quien recibió las últimas cartas que escribió Ganivet antes de quitarse la vida.
En su juventud hizo amistad también con Benito Pérez Galdós y, durante la corrección de Ángel Guerra, este contó con la colaboración de Navarro, quien entonces contaba veintidós años y se ofreció a facilitarle noticias y datos de todo orden sobre Toledo, no sólo históricos y topográficos sino morales, psicológicos, políticos, culinarios, etc para la redacción de su gran novela toledana. Es más, en sus visitas a Toledo, Galdós solía recalar en casa del tío de Francisco Navarro en la calle de las Armas. Galdós mantuvo correspondencia con Navarro hasta un mes antes de su muerte.

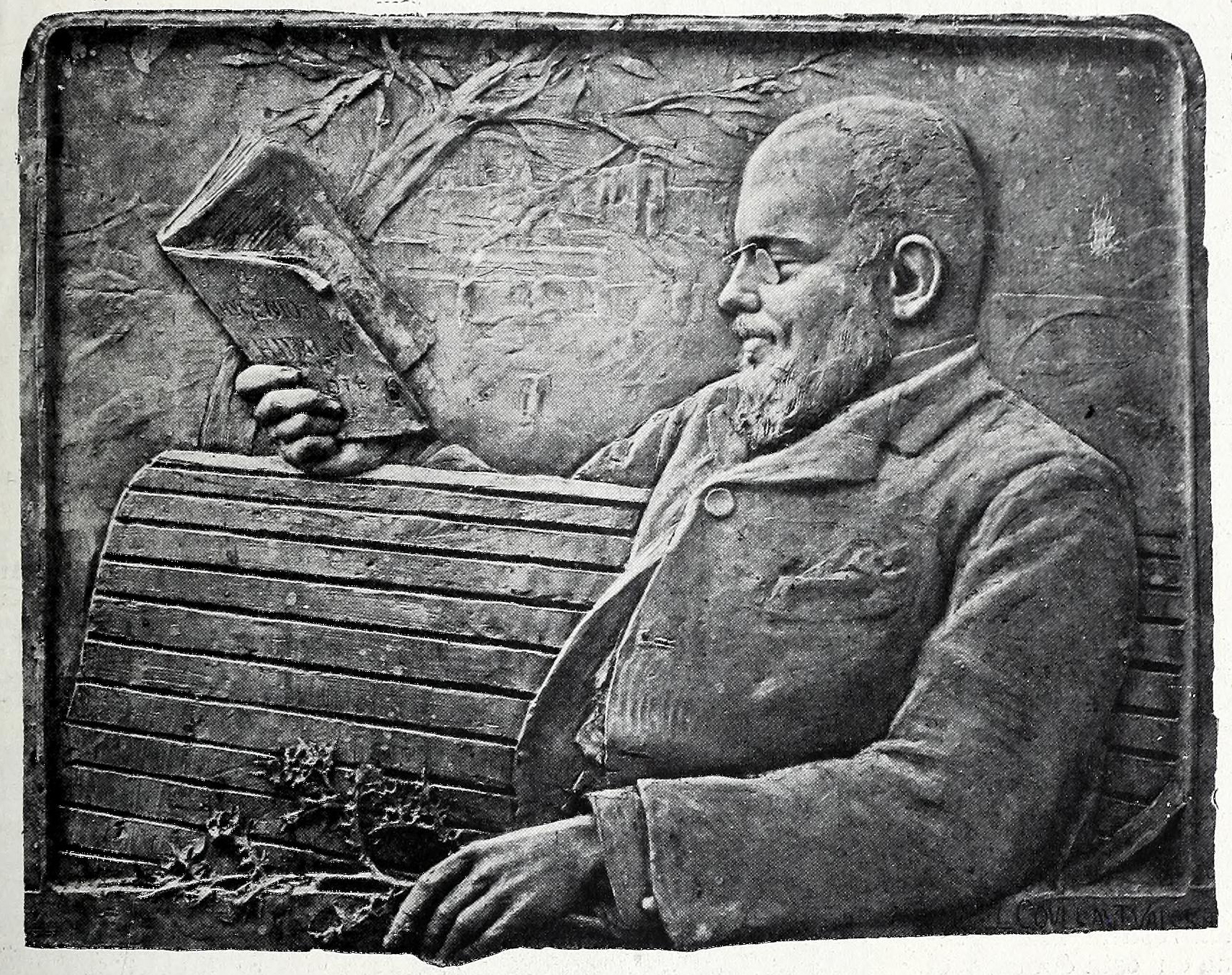
Relieve de Navarro Ledesma, por el escultor Coullaut Valera.

También se ha conservado su epistolario con José Ortega y Gasset, en el que puede verse como la lectura de la biografía cervantina de Navarro va impulsando la creación orteguiana de las Meditaciones del Quijote, paralelamente a su rivalidad con la obra cervantina de Unamuno, así como con Leopoldo Alas, a quien conoció en 1889; pero la amistad con este último fue deteriorándose por las críticas de Navarro a "Clarín" en Gedeón, firmadas con el seudónimo Calínez, hasta el punto de que a fines de 1897 Navarro abofeteó al famoso novelista en las escaleras del Ateneo cuando vino a dar una conferencia. Tampoco se llevó bien con doña Emilia Pardo Bazán, a la que llamó a la manchega "Pardo Bacín". Cuando en el mes de noviembre de 1903 se celebró en el Ateneo de Madrid un acto de recuerdo y homenaje a Ganivet, intervino en él junto a Miguel de Unamuno, Ramiro de Maeztu y José Martínez Ruiz (quien no firmaba todavía como "Azorín"). Rubén Darío le dedicó el poema "Letanías a nuestro señor don Quijote" de sus Cantos de vida y esperanza (1905). 
Navarro fundó junto a José Roure y Luis Royo y Villanova el semanario satírico Gedeón que apareció en Madrid hacia 1893. Escribió Lecciones de literatura general (1901), sobre la cual Julián Apraiz compuso un Buscapié de las lecciones de literatura general de D. Francisco Navarro Ledesma (Vitoria: Domingo Sarro, 1907) y, en el terreno del cervantismo, una interesante biografía de Miguel de Cervantes, El ingenioso hidalgo Don Miguel de Cervantes Saavedra, cuya primera versión fue publicada en por entregas en Los Lunes de El Imparcial; esta obra, primorosamente escrita, intenta deducir el fundamento biográfico de la obra de Cervantes sirviéndose de los recientemente publicados Documentos cervantinos (1897-1902) reunidos por otro manchego, el erudito bibliógrafo e investigador albaceteño Cristóbal Pérez Pastor.
Famoso conferenciante, son recordadas en especial las que dio sobre su amigo Ganivet tras su muerte y, poco antes de morir él mismo, la que ofreció el año del tricentenario de la edición de la primera parte del Quijote, en el Ateneo de Madrid, de cuya sección de literatura era presidente, con el título de "Cómo se hizo el Quijote". Fue uno de los fundadores de ABC y colaboró activamente en periódicos como El Globo, El Imparcial o El Cardo, y en revistas como Apuntes, La Lectura, Blanco y Negro o La Revista Moderna. Murió joven en Madrid el 21 de septiembre de 1905 de un súbito ataque al corazón. Un mes antes había escrito a Galdós lo siguiente:

Tengo muchos y grandes proyectos… El Lope lo prepararé este invierno si los menesteres de la prensa me dejan respirar un poco. Luego quisiera hacer un libro más pequeño del Arcipreste, y otro de Don Álvaro de Luna. Además, proyecto una Historia de la Literatura Femenina Española, para sacar de su error a las gentes, creídas de que en España las mujeres no han hecho nunca más que rezar y multiplicarse.

Su heredera Gabriela de Cubas Bliss, hija de Eloísa Navarro Ledesma, hermana de Francisco y casada con José Cubas, vendió el 8 de abril de 1975 el epistolario de su tío a la Hispanic Society of America, donde pudo consultarlo Juan Ventura Agudíez. En dicho fondo se conservan las cartas de y a sus amigos Ángel Ganivet y José Cubas.

## Obras

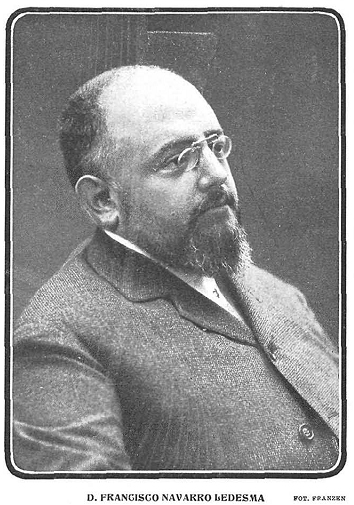
Retrato de Navarro Ledesma, publicado en la revista Nuevo Mundo, obra de Christian Franzen.

- Lecciones de literatura general (1901).
- Lecciones de literatura. Primera parte. Preceptiva general. Madrid: Imprenta Alemana, 1902. Tercera edición.
- Lecciones de literatura. Segunda parte. Preceptiva de los géneros literarios. Madrid: Imprenta Alemana, 1902. Segunda edición.
- Lecciones de literatura. Tercera parte. Resumen de historia literaria. Madrid: Sucesores de Hernando, 1906, tercera edición.
- Gramática práctica de la lengua castellana, Madrid: Imprenta Alemana, 1903, segunda edición.
- Lecturas literarias. Libro de ejemplos para el estudio de la lengua y literatura españolas (gramática, preceptiva e historia), cuarta edición corregida y aumentada, Madrid: Sucesores de Hernando, 1905.
- Temas de literatura clásica, antigua y moderna, para el estudio práctico de la historia de la literatura, Madrid, Imprenta alemana, 1903.
- El ingenioso hidalgo Don Miguel de Cervantes Saavedra, Madrid: Imprenta Alemana, 1905.
- En un lugar de la Mancha, Salamanca: Viuda de Colón e hijo, 1906 (cuentos).
- Cómo se hizo el Quijote. En El Ateneo de Madrid en el III centenario de la publicación de El ingenioso hidalgo Don Quijote de la Mancha, Madrid: Imprenta de Bernardo Rodríguez, 1905.
- Traducción con J. Cubas de William Shakespeare, Otelo, Madrid: Imprenta Velasco, 1905.